# 开元区
开元区是福建省厦门市的一个已不存在的市辖区，2003年5月经国务院批准，厦门市的鼓浪屿区、思明区和开元区合并成立新的思明区。
原开元区位于厦门岛中部，是厦门市政治、经济、文化中心。南面濒临五老峰、虎溪岩、西姑岭、金山、云顶岩、石胄头与思明区接壤；西南面与鼓浪屿仅一水之隔；北面以狐尾山、仙岳山、仙洞山、石鼓山和虎仔山为界，与湖里区毗邻。辖区总面积49.45平方公里。

## 历史
开元区以路得名。民国初期，厦门岛上建设了第一条现代意义上的马路——即今辖区内的开元路。1945年10月，设厦西区。1946年6月1日，厦西区与厦南区合并为中心区。1948年3月，中心区拆分出开元区。
中华人民共和国成立后，沿袭民国时期区划，仍称开元区。当时的开元区，地处厦门城区的北半部。区境东至后江埭的小文灶、塔厝社、模范村，与禾山区梧村乡的文灶社接壤；南沿靖山头、民国路（现新华路）、大同路直至海滨，与思明区毗连；西临鹭江道、龙船礁的滨海地带，与鼓浪屿（北段）隔海相峙。全区总面积5平方公里左右，设15个街公所，有居民56102人。
1961年初，原属前线人民公社莲坂大队的几个自然村划归开元区管辖，建立开元农场（后改东风农场、又改红卫人民公社）。1966年“文化大革命”开始后，开元区改名为东风区，并将所辖街道办事处恢复为人民公社并改名，公园街道改名为红星公社，鹭江街道改名为东风公社，厦禾街道改名为延风公社。1970年9月，在东风公社的梧村一带增设红卫公社。1979年8月，东风区和3个公社恢复原名，城市人民公社复称街道办事处。
随着厦门经济特区的建立和发展，开元区辖区范围不断扩大。1981年9月，禾山公社的湖里、东渡大队划归开元区管辖，设立湖里街道办事处。1985年4月，原郊区禾山乡的吕厝村、乌林村划归开元区，建成莲花新村。1987年8月，湖里街道办事处划归新设立的湖里区。同年9月，原郊区禾山乡管辖的何厝、前埔、洪文、西林、莲坂等5个行政村划归开元区管辖，设立莲前街道办事处。
2003年5月经国务院批准，厦门市的鼓浪屿区、思明区和开元区合并成立新的思明区。原开元区核心地区——公园街道，改称开元街道，作为纪念。